# Fénius Farsaid
Fénius Farsaid è un leggendario re di Scizia che compare in diverse versioni della mitologia irlandese. Secondo la leggenda, era il figlio di Boath, figlio di Magog, figlio di Iafet, figlio di Noè. Altre fonti descrivono il suo lignaggio dalla linea di Gomer. Secondo alcune tradizioni, ha inventato l'alfabeto Ogham e la lingua gaelica.
Secondo le recensioni M e A del Lebor Gabála Érenn, Fénius e suo figlio Nél si recarono alla Torre di Babele (nella recensione B, invece è Rifath Scot, figlio di Gomer). Nél, che era stato addestrato in molte lingue, sposò Scota, figlia del faraone Cingris d'Egitto, producendo il figlio Goídel Glas.
Nel Lebor Gabála Érenn (XI secolo), si dice che fosse uno dei 72 capi che costruirono la Torre di Babele di Nimrod, ma si recò in Scizia dopo il crollo della torre.